# 塩貝健人
塩貝 健人（しおがい けんと、2005年3月26日 - ）は、東京都出身のプロサッカー選手。NECナイメヘン所属。ポジションはフォワード。

## 来歴

### クラブ

#### プロ入り前
東京都に生まれ、小学校年代でバディSC江東に、中学校年代を横浜FCジュニアユースで過ごしたが、ユースに昇格する事は出来なかった。そのため國學院大學久我山高等学校に進学、3年次の第101回全国高等学校サッカー選手権大会東京予選準決勝では帝京高等学校相手に2得点を記録し、本戦出場に大きく貢献した事で名を知られるようになった。その後高校選抜のメンバーにも選出され、サガン鳥栖を皮切りに多くのクラブから練習参加のオファーを受けた。
高校3年次は無名であったためにオファーが無く、AO入試で2023年4月に慶應義塾大学法学部政治学科に進学した。1年次から出場機会を確保し、同年の関東大学サッカーリーグ戦では15得点を挙げて3部得点王、クラブの3部優勝にも大きく貢献した。
2024年1月25日、大学1年次ながらJ1リーグ・横浜F・マリノスへの加入内定及び特別指定選手認定が発表された。同年4月10日にはJ1リーグ・ガンバ大阪戦でヤン・マテウスとの交代で途中出場しJ1リーグ初出場を記録した。中2日で行われた同じくJ1リーグ・湘南ベルマーレ戦ではスターティングメンバーに名を連ねて、J1リーグ初得点を記録した。

#### NECナイメヘン
2024年8月28日、エールディヴィジ・NECナイメヘンへの加入が発表された。契約は2028年夏までの4年契約。慶應義塾大学法学部政治学科は休学し、サッカー部を退部して渡欧した。
2025年2月1日、第20節で首位PSVを相手に2点のビハインドを負った90分、相手DFのバックパスを掻っ攫いリーグ戦初ゴールをマークし、試合もドローで終えた立役者となった。

### 代表
2023年6月に第49回モーリスレベロトーナメントに臨むU-19代表に選出されて以降、年代別代表として出場を重ねている。

## 所属クラブ
- バディSC江東
- 2017年 - 2019年  横浜FCジュニアユース
- 2020年 - 2022年  國學院大學久我山高等学校
- 2023年 - 2024年  慶應義塾大学
  - 2024年 - 同年8月  横浜F・マリノス (特別指定選手)
- 2024年8月 -  NECナイメヘン

## 個人成績
| 国内大会個人成績 | 国内大会個人成績 | 国内大会個人成績 | 国内大会個人成績 | 国内大会個人成績 | 国内大会個人成績 | 国内大会個人成績 | 国内大会個人成績 | 国内大会個人成績 | 国内大会個人成績 | 国内大会個人成績 | 国内大会個人成績 |
| 年度             | クラブ           | 背番号           | リーグ           | リーグ戦         | リーグ戦         | リーグ杯         | リーグ杯         | オープン杯       | オープン杯       | 期間通算         | 期間通算         |
| 年度             | クラブ           | 背番号           | リーグ           | 出場             | 得点             | 出場             | 得点             | 出場             | 得点             | 出場             | 得点             |
| 日本             | 日本             | 日本             | 日本             | リーグ戦         | リーグ戦         | リーグ杯         | リーグ杯         | 天皇杯           | 天皇杯           | 期間通算         | 期間通算         |
| ---------------- | ---------------- | ---------------- | ---------------- | ---------------- | ---------------- | ---------------- | ---------------- | ---------------- | ---------------- | ---------------- | ---------------- |
| 2024             | 横浜FM           | 37               | J1               | 7                | 1                | 0                | 0                | -                | -                | 7                | 1                |
| オランダ         | オランダ         | オランダ         | オランダ         | リーグ戦         | リーグ戦         | リーグ杯         | リーグ杯         | KNVBカップ       | KNVBカップ       | 期間通算         | 期間通算         |
| 2024-25          | NEC              | 9                | エールディヴィジ | 25               | 4                | -                | -                | 2                | 1                | 27               | 5                |
| 通算             | 日本             | 日本             | J1               | 7                | 1                | 0                | 0                | -                | -                | 7                | 1                |
| 通算             | オランダ         | オランダ         | エールディヴィジ | 25               | 4                | -                | -                | 2                | 1                | 27               | 5                |
| 総通算           | 総通算           | 総通算           | 総通算           | 32               | 5                | 0                | 0                | 2                | 1                | 34               | 6                |

その他の公式戦
- 2025年
  - ECL予選出場プレーオフ 2試合1得点